# Yaya Touré
Gnégnéri Yaya Touré (Bouaké, 13 de maio de 1983) é um ex-futebolista marfinense que atuava como volante.
Possui dois irmãos na família que também foram jogadores: Kolo Touré, que atuou como zagueiro, e Ibrahim Touré, que atuou como atacante e morreu em decorrência de um câncer.
Yaya Touré começou sua carreira no Mimosas, do seu país natal, sendo contratado ainda em idade de base pelo belga Beveren, onde jogou por três temporadas, até ser contratado pelo ucraniano Metalurh Donetsk, em 2003. Dois anos depois, se destacando no clube, foi contratado pelo Olympiacos, permanecendo apenas por uma temporada, assim como no Monaco, que o contratou em 2006 e o liberou em 26 de julho de 2007, quando Yaya se juntou ao elenco do Barcelona após o clube pagar 10 milhões de euros ao time francês.
Três temporadas depois, tendo conquistado vários títulos, foi contratado pelo Manchester City por 30 milhões de euros.
Nas semifinais da Copa da Inglaterra de 2010–11, no jogo contra o grande rival Manchester United, Yaya Touré marcou o gol da vitória do City por 1 a 0, classificando a equipe para a final do torneio. Yaya foi novamente decisivo na final contra o Stoke City, sendo o autor do único gol do jogo que deu o título ao City, tendo quebrado assim um longo jejum de 35 anos sem títulos do clube.

## Carreira

### Monaco
Depois de representar a Costa do Marfim na Copa do Mundo FIFA de 2006, Yaya Touré assinou com o time do Monaco em agosto do mesmo ano. Teve uma relação difícil com o técnico László Bölöni, alegando que o treinador recusou-se a escalar ele na sua posição preferida. Bölöni acabou sendo demitido do Monaco em outubro de 2006, e o clube terminou a temporada em 19º lugar. Durante a temporada, Yaya Touré marcou cinco gols e ajudou a equipe escapar do rebaixamento. Após suas boas atuações pelo clube francês, despertou interesse de vários times europeus e foi contratado pelo Barcelona em junho de 2007.

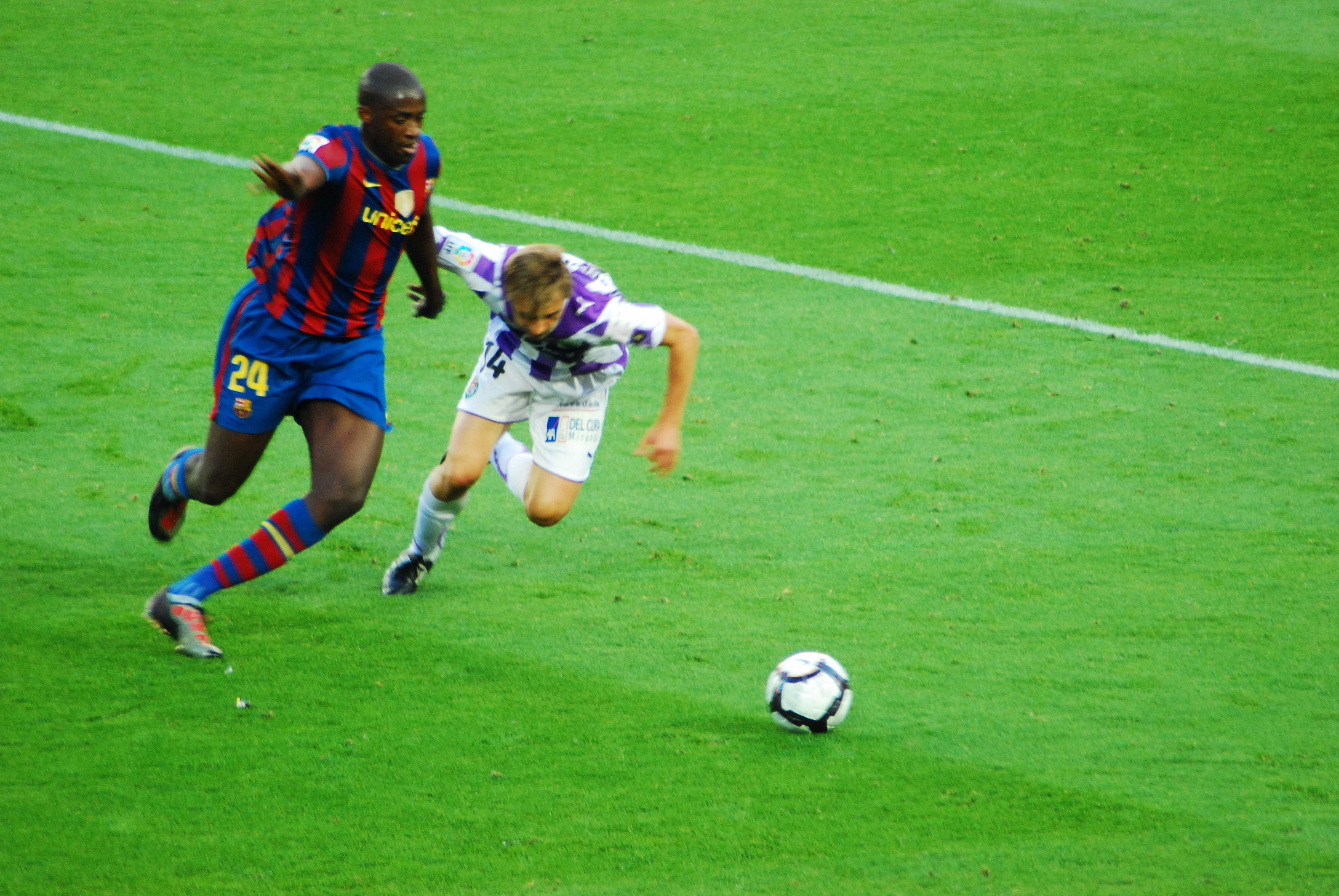
Touré pelo Barcelona, disputando bola em uma partida contra o Real Valladolid

### Barcelona
Touré juntou-se aos espanhóis do Barcelona por 10 milhões de euros (6,7 milhões de libras) e fez sua estreia oficial pelo clube no dia 26 de agosto de 2007, durante a abertura da La Liga contra o Racing de Santander. O marfinense marcou seu primeiro gol pelo Barça três dias depois, na goleada por 5 a 0 contra a Internazionale, em partida válida pelo Troféu Joan Gamper. Seu primeiro gol oficial foi marcado no dia 2 de setembro, contra o Athletic Bilbao, na vitória por 3 a 1 no Camp Nou. Seu primeiro gol na Liga dos Campeões da UEFA foi marcado no dia 9 de abril, numa vitória de 1 a 0 contra o Schalke 04 nas quartas de final, garantindo o triunfo por 2 a 0 no agregado e uma vaga nas semifinais.
Durante o início da temporada 2008–09, Josep Guardiola, novo técnico da equipe, optou pelo espanhol Sergio Busquets como primeiro volante titular no meio-campo. No entanto, Touré viria a ser titular na partida mais importante da temporada, a final da Liga dos Campeões da UEFA. O marfinense formou dupla de zaga com Gerard Piqué devido às lesões e suspensões de Rafael Márquez e Carles Puyol, zagueiros titulares. Touré fez uma boa partida, o Barcelona conseguiu neutralizar o Manchester United e venceu por 2 a 0, sagrando-se campeão da competição.
No final de junho de 2010, já sem chances na equipe titular de Guardiola, o Barcelona confirmou que Touré seria autorizado a deixar o clube no verão.

### Manchester City
No dia 2 de julho, assinou um contrato de cinco anos com o Manchester City pelo valor de 24 milhões de euros. O marfinense recebeu a camisa de número 42, o inverso da camisa número 24 que ele usava no Barcelona, já que o francês Patrick Vieira utilizava esse número. A transferência fez com que Touré jogasse ao lado de seu irmão mais velho, Kolo Touré, que havia assinado com o City em julho de 2009 vindo do Arsenal. Estreou pelo City no dia 28 de julho, num amistoso de pré-temporada contra o Club América. Depois de um empate por 1 a 1 no tempo normal, sua equipe venceu nos pênaltis por 4 a 1. Sua estreia em casa foi no dia 7 de agosto, em outro amistoso, dessa vez contra o Valencia. O volante marfinense teve uma boa atuação na vitória por 2 a 0 e foi escolhido o craque da partida.
Yaya Touré estreou na Premier League no dia 14 de agosto de 2010, num empate por 0 a 0 contra o Tottenham realizado no White Hart Lane. Uma semana depois, o marfinense teve grande atuação numa vitória sobre o Liverpool por 3 a 0 em Eastlands, formando o meio-de-campo titular ao lado de Gareth Barry e Nigel de Jong. No dia 19 de setembro, marcou seu primeiro gol pelo City numa vitória por 2 a 0 contra o Wigan. Posteriormente, Touré passou a atuar numa posição mais ofensiva sob o comando do treinador italiano Roberto Mancini, auxiliando na criação das jogadas e dando assistências para os atacantes Carlos Tévez e Sergio Agüero. Touré teve grande atuação no dia 11 de dezembro, na vitória por 3 a 1 contra o West Ham. O marfinense foi titular e marcou dois gols, mas um acabou sendo creditado como gol contra do goleiro Robert Green. Depois de ter marcado em casa na derrota por 2 a 1 contra o Everton, Touré voltou a balançar as redes no dia 15 de janeiro de 2011, contra o Wolverhampton, na vitória em casa por 4 a 3. Teve outra boa atuação no dia 24 de fevereiro, na vitória por 3 a 0 contra o Aris, da Grécia, em partida válida pela Liga Europa da UEFA. Já no dia 16 de abril, Touré marcou o gol que definiu a vitória por 1 a 0 contra o Manchester United na semifinal da Copa da Inglaterra. Na final da competição, realizada no dia 14 de maio, o marfinense voltou a brilhar ao marcar o gol do título contra o Stoke City, no Estádio de Wembley, terminando o jejum do City de 35 anos sem títulos.

### Retorno ao Olympiacos
Acertou seu retorno ao Olympiacos no dia 3 de setembro de 2018, sendo recepcionado com festa pela torcida do clube grego. Porém, após três meses e apenas cinco partidas, o clube e o jogador rescindiram o vínculo em comum acordo.

### Qingdao Huanghai
Um mês e meio depois de ter desmentido o próprio empresário sobre sua aposentadoria dos gramados, Touré foi confirmado como novo reforço do Qingdao Huanghai, time que disputa a segunda divisão da China.

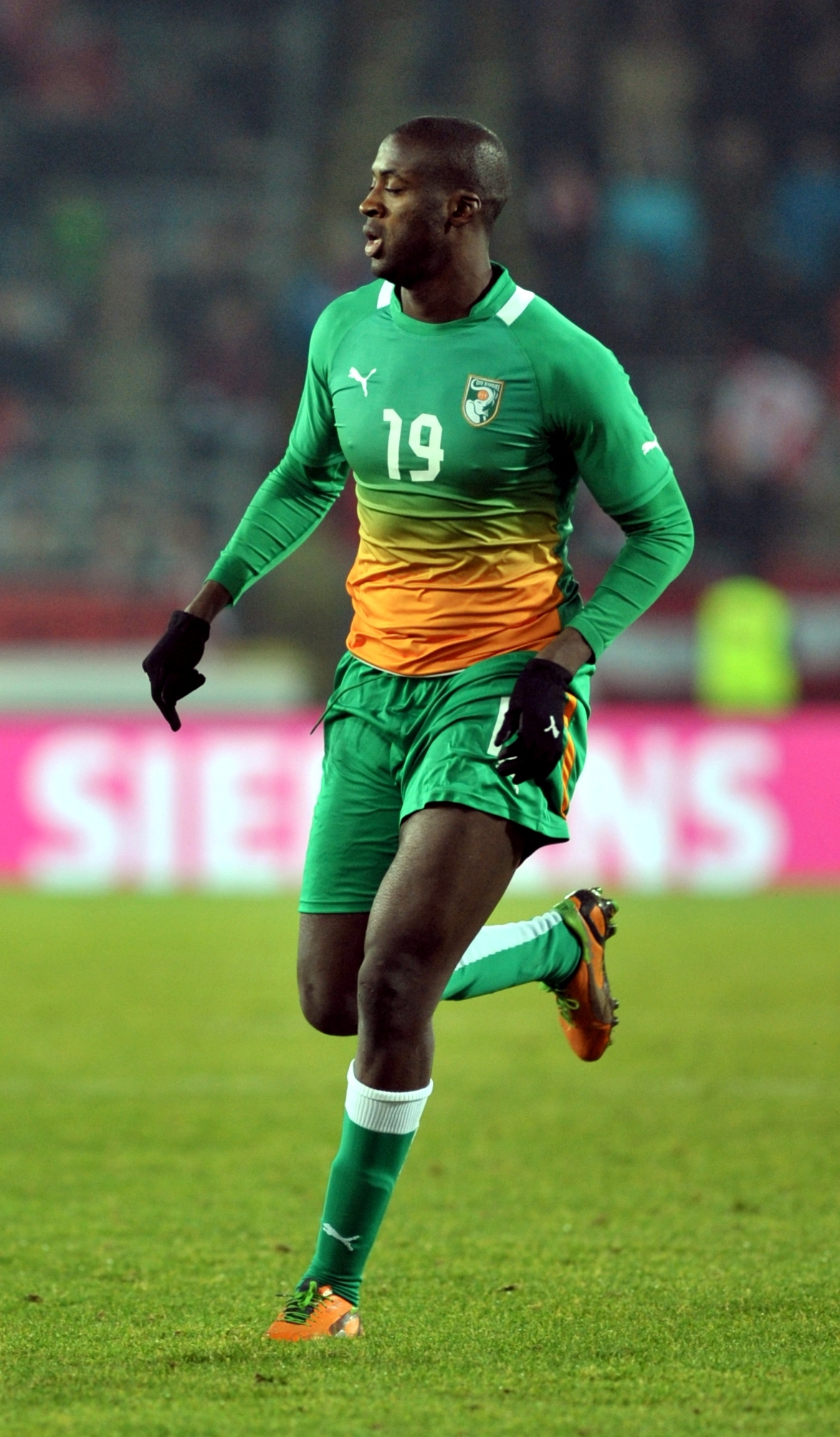
Yaya Touré pela Seleção Marfinense

## Seleção Nacional
Foi um dos principais nomes da Seleção Marfinense desde a sua estreia, em 2004, até sua aposentadoria em 2016. Em 2014, foi nomeado capitão da equipe após a aposentadoria de Didier Drogba. Em fevereiro de 2015, disputou o seu centésimo jogo pela Seleção em um empate de 0 a 0 contra Camarões.
Touré representou a Costa do Marfim em seis torneios da Copa Africana de Nações: em 2006, 2008, 2010, 2012, 2013 e 2015; terminando como vice-campeão nas edições de 2006 e 2012 e campeão em 2015. Touré foi nomeado na Seleção do torneio da CAF em 2008, 2012 e 2015.
No dia 4 de fevereiro de 2015, Touré marcou o gol de abertura na vitória da Costa do Marfim por 3 a 1 sobre a República Democrática do Congo, qualificando assim os Elefantes para sua terceira final da Copa das Nações Africanas em nove anos. No dia 8 de fevereiro, Touré conquistou para a Costa do Marfim seu primeiro título da competição desde 1992, numa vitória por 9 a 8 contra Gana, nos pênaltis.
Na Copa do Mundo FIFA de 2006, realizada na Alemanha, atuou nos três jogos e não evitou a eliminação na fase de grupos. Já na Copa do Mundo FIFA de 2010, Touré foi titular novamente em todos os jogos da Costa do Marfim, marcando o primeiro gol da Seleção em uma vitória por 3 a 0 sobre a Coreia do Norte. Disputou sua terceira e última Copa do Mundo FIFA em 2014, no Brasil, e foi o capitão da equipe no jogo de estreia - uma vitória por 2 a 1 contra o Japão, na qual foi eleito pela FIFA o melhor jogador da partida.
No dia 20 de setembro de 2016, Touré anunciou sua aposentadoria da Seleção Marfinense. No entanto, voltou a ser convocado à Seleção em março de 2018, para os amistosos contra Togo e Moldávia; entretanto, o volante acabou não se apresentando.

## Títulos
Olympiacos
- Super Liga Grega: 2005–06
- Copa da Grécia: 2005–06
- Supercopa da Grécia: 2006

Barcelona
- La Liga: 2008–09 e 2009–10
- Copa do Rei: 2008–09
- Liga dos Campeões da UEFA: 2008–09
- Supercopa da Espanha: 2009
- Supercopa da UEFA: 2009
- Copa do Mundo de Clubes da FIFA: 2009

Manchester City
- Copa da Inglaterra: 2010–11
- Premier League: 2011–12, 2013–14 e 2017–18
- Supercopa da Inglaterra: 2012
- Copa da Liga Inglesa: 2013–14, 2015–16 e 2017–18

Seleção Marfinense
- Campeonato Africano das Nações: 2015

### Prêmios individuais
- Futebolista Africano do Ano: 2011, 2012, 2013 e 2014
- Artilheiro da Supercopa da Inglaterra: 2012
- Equipe do Ano pela PFA: 2011–12 e 2013–14
- Melhor em campo na Supercopa da Inglaterra: 2012
- Equipe do ano do jornal L'Équipe: 2013
- Futebolista Africano do Ano pela BBC: 2013
- Melhor jogador da partida da Copa do Mundo FIFA de 2014: Costa Marfim 2–1 Japão[47]